# 1928 dans le catholicisme
Chronologie du catholicisme
- 1924
- 1925
- 1926
- 1927
- 1928
- 1929
- 1930
- 1931
- 1932

Cet article présente les faits marquants de l'année 1928 dans le catholicisme.

## Évènements
- 29 août : L'église Notre-Dame de Montligeon est élevée au rang de basilique mineure par le pape Pie XI.
- 6 au 9 septembre : Congrès eucharistique international à Sydney

## Naissances
- 6 janvier : Paul Guérin, prêtre et écrivain français († 25 décembre 2018)
- 15 janvier : Maurice Marie-Sainte, prélat français, archevêque de Saint-Pierre et Fort-de-France († 27 août 2017)
- 17 janvier : François-Wolff Ligondé, prélat haïtien, archevêque de Port-au-Prince († 8 avril 2013)
- 19 janvier : Pierre Boisard, syndicaliste chrétien français († 17 mai 2008)
- 20 janvier : James V. Schall, prêtre jésuite, écrivain, philosophe et enseignant américain († 17 avril 2019)
- 27 janvier : Gérard Bessière, prêtre, journaliste et poète français († 8 décembre 2024)
- 29 janvier : Auguste Nobou, prélat ivoirien, archevêque de Korhogo († 12 octobre 2006)
- 5 février : Andrew Greeley, prêtre, sociologue, journaliste, enseignant et écrivain américain († 29 mai 2013)
- 11 février : Giulio Einaudi, prélat italien, diplomate du Saint-Siège et archevêque titulaire de Villamagna-en-Tripolitaine (de) († 28 décembre 2017)
- 15 février : Roger Froment, prélat français, évêque de Tulle († 9 février 2006)
- 16 février : Pedro Casaldáliga, prélat hispano-brésilien, prélat de São Félix († 8 août 2020)
- 17 février : Hubert Patrick O'Connor, prélat canadien, évêque de Prince George († 24 juillet 2007)
- 18 février : Siméon Oualli, prélat français, évêque de Basse-Terre et Pointe-à-Pitre († 17 mars 2002)
- 20 février : 
  - Armand Duval, prêtre, père blanc, missionnaire et écrivain français († 6 juillet 2018)
  - Friedrich Wetter, cardinal allemand, archevêque de Munich
- 23 février : Yves Ramousse, prélat et missionnaire français, vicaire apostolique de Phnom-Penh et évêque titulaire de Pisita († 25 février 2021)
- 12 mars : Bienheureuse Maria Tuci, laïque martyre albanaise († 24 octobre 1950)
- 19 mars : Hans Küng, prêtre et théologien suisse († 6 avril 2021)
- 23 mars : Jean Huard, prélat belge, évêque de Tournai († 4 octobre 2002)
- 31 mars : 
  - Pierre Henrici, prélat suisse, évêque auxiliaire de Coire et évêque titulaire d'Absorus († 6 juin 2023)
  - Alfred Kleinermeilert, prélat allemand, évêque auxiliaire de Trèves et évêque titulaire de Pausulae (de) († 22 octobre 2023)
- 2 avril : Joseph Bernardin, cardinal américain, archevêque de Chicago († 14 novembre 1996)
- 3 avril : 
  - Yves-Pascal Castel, prêtre et historien de l'art breton
  - Emmett Johns, prêtre et intervenant social canadien († 13 janvier 2018)
- 6 avril : Paul-Werner Scheele, prélat allemand, évêque de Wurtzbourg († 10 mai 2019)
- 13 avril : Godefroy Emile Mpwati, prélat congolais, évêque de Pointe-Noire († 10 août 1995)
- 17 avril : François-Xavier Nguyen Van Thuan, cardinal vietnamien de la Curie, précédemment évêque de Nha Trang puis archevêque coadjuteur de Saïgon et archevêque titulaire de Vadesi (de) († 16 septembre 2002)
- 18 avril : Karl Becker, cardinal jésuite et théologien allemand († 10 février 2015)
- 22 avril : Giovanni De Andrea, prélat italien, diplomate du Saint-Siège et archevêque titulaire d'Aquaviva (de) († 19 janvier 1928)
- 27 avril : Manuel Pestana Filho, prélat brésilien, évêque d'Anápolis († 8 janvier 2011)
- 28 avril : Pierre Augustin Tchouanga, prélat camerounais, évêque de Doumé-Abong' Mbang († 23 octobre 1999)
- 29 avril : Jan-Pieter Schotte, cardinal belge de la Curie, précédemment archevêque titulaire de Silli (de) († 10 janvier 2005)
- 5 mai : Luíz Eugênio Pérez, prélat brésilien, évêque de Jaboticabal († 14 novembre 2012)
- 6 mai : Jacques Despierre, prélat français, évêque de Carcassonne
- 21 mai : António Ribeiro, cardinal portugais, patriarche de Lisbonne († 24 mars 1998)
- 22 mai : Raymond Edward Brown, prêtre sulpicien, théologien et bibliste américain († 8 août 1998)
- 4 juin : Charles Vandame, prélat et missionnaire français au Tchad, archevêque de N'Djamena
- 6 juin : 
  - Elio Sgreccia, cardinal italien de la Curie, précédemment archevêque titulaire de Zama Minor (de) († 5 juin 2019)
  - Émilien Tardif, prêtre et missionnaire canadien († 8 juin 1999)
- 10 juin : Walter Francis Sullivan, prélat américain, évêque de Richmond, précédemment évêque titulaire de Selsea (de) († 11 décembre 2012)
- 13 juin : Giacomo Biffi, cardinal italien, archevêque de Bologne († 10 juillet 2015)
- 17 juin : Peter Seiichi Shirayanagi, cardinal japonais, archevêque de Tokyo († 30 décembre 2009)
- 18 juin : Alfred James Jolson, prélat jésuite américain, évêque de Reykjavik († 21 mars 1994)
- 3 juillet : Maurice Fréchard, prélat français, archevêque d'Auch († 27 août 2023)
- 5 juillet : Bienheureux Rutilio Grande, prêtre et martyr salvadorien († 12 mars 1977)
- 7 juillet : Thomas Nkuissi, prélat camerounais, évêque de Nkongsamba († 16 mars 2011)
- 8 juillet : Josep Perarnau, prêtre, théologien et historien catalan
- 18 juillet : Andrea Gallo, prêtre et partisan italien, proche du communisme († 22 mai 2013)
- 23 juillet : Pierre Fertin, prêtre, missionnaire et journaliste français († 27 janvier 2017)
- 26 août : Antoine Hayek, prélat libanais melchite, archevêque de Baniyas († 1er mai 2010)
- 31 août : Jaime Sin, cardinal philippin, archevêque de Manille († 21 juin 2005)
- 4 septembre : George Fitzsimons, prélat américain, évêque de Salina († 28 juillet 2013)
- 9 septembre : Moses Bosco Anderson, prélat américain, évêque auxiliaire de Détroit et évêque titulaire de Vatarba (de) († 1er janvier 2013)
- 19 septembre : Martin Juritsch, prêtre allemand, recteur général des Pallotins († 4 août 1999)
- 27 septembre : Germano Bernardini, prélat italien, archevêque d'Izmir († 3 décembre 2023)
- 18 octobre : Ernest Simoni, cardinal albanais, victime du communisme
- 20 octobre : Giuseppe Pittau, prélat jésuite de la Curie et missionnaire italien († 26 décembre 2014)
- 11 novembre : Joseph Mercieca, prélat maltais, archevêque de Malte († 21 mars 2016)
- 15 novembre : Jacobus Duivenvoorde, prélat indonésien d'origine néerlandais, archevêque de Merauke († 16 novembre 2011)
- 29 novembre : Joan Martí i Alanis, prélat espagnol, évêque d'Urgell et coprince d'Andorre († 11 octobre 2009)
- 8 décembre : 
  - Joachim Gnilka, prêtre, théologien et bibliste allemand († 15 janvier 2018)
  - Donna Singles, militante féministe catholique américaine († 15 janvier 2005)
- 24 décembre : Adam Exner, prélat canadien, archevêque de Vancouver († 5 septembre 2023)
- Date précise inconnue : Josep Perarnau, prêtre, théologien et historien espagnol

## Décès
- 2 février : Daniel Champavier, prélat français, évêque de Marseille (° 1er octobre 1866)
- 8 février : Louis-Auguste Bosseboeuf, prêtre, archiviste, historien et archéologue français (° 4 juillet 1852)
- 25 février : Saint Toribio Romo González, prêtre et martyr mexicain (° 16 avril 1900)
- 2 mars : Auguste Debesse, prêtre jésuite, sinologue et missionnaire français en Chine (° 25 février 1851)
- 7 mars : Jules-Auguste Lemire, prêtre et homme politique français (° 23 avril 1853)
- 10 mars : Bienheureux Elías del Socorro Nieves, prêtre et martyr mexicain (° 21 septembre 1882)
- 1er mai : Jean-Émile Anizan, prêtre français, fondateur des Fils de la Charité et cofondateur des Auxiliatrices de la charité (° 6 janvier 1853)
- 6 mai : Hugh Scallan, prêtre, botaniste et missionnaire irlandais en Chine (° 8 septembre 1851)
- 10 mai : Bienheureux Ivan Merz, intellectuel et militant laïc de l'Action catholique croate (° 16 décembre 1896)
- 1er juin : Jean-Augustin Germain, prélat français, archevêque de Toulouse (° 12 février 1839)
- 14 juin : Léon-Marie Guerrin, prêtre et missionnaire français (° 18 décembre 1837)
- 30 juin : Giovanni Tacci Porcelli, cardinal italien de la Curie, précédemment diplomate du Saint-Siège et archevêque titulaire de Nicée (° 12 novembre 1863)
- 3 juillet : Alfred Margerin, prêtre français, curé de Fourmies lors de la fusillade de Fourmies (° 15 mars 1847)
- 7 août : Alphonse Ariëns, prêtre néerlandais (° 26 avril 1860)
- 16 août : Jules-Justin Sauveplane, prêtre, historien et assyriologue français (° 23 février 1862)
- 25 août : Alexandre-Philibert Poirier, prélat français, évêque de Tarbes et Lourdes (° 17 mars 1866)
- 1er octobre : Bienheureuse Cecilia Eusepi, laïque et militante italienne (° 17 février 1910)
- 2 octobre : Alcime-Armand-Pierre-Henri Gouraud, prélat français, évêque de Vannes (° 13 avril 1856)
- 3 octobre : Michel-André Latty, prélat français, archevêque d'Avignon (° 22 juillet 1844)
- 24 octobre : Gaetano De Lai, cardinal italien de la Curie (° 30 juillet 1853)
- 28 octobre : Olivier-Elzéar Mathieu, prélat canadien, archevêque de Regina (° 24 décembre 1853)
- 4 novembre : Francis Finn, prêtre jésuite et écrivain américain pour la jeunesse (° 4 octobre 1859)
- 26 novembre : Hector Quilliet, prélat français, évêque de Lille (° 11 mars 1959)
- 9 décembre : Joseph Meffre, prêtre et enseignant français (° 8 décembre 1858)
- 17 décembre : Jean-Claude Bouchut, prélat et missionnaire français, vicaire apostolique de Phnom Penh et évêque titulaire de Panemotichus (de) (° 4 mars 1860)
- 18 décembre : Anton Docher, prêtre franciscain et missionnaire français, défenseur des Amérindiens (° 1852)